# Angeln
Pour l’article homonyme, voir Angeln (race bovine).

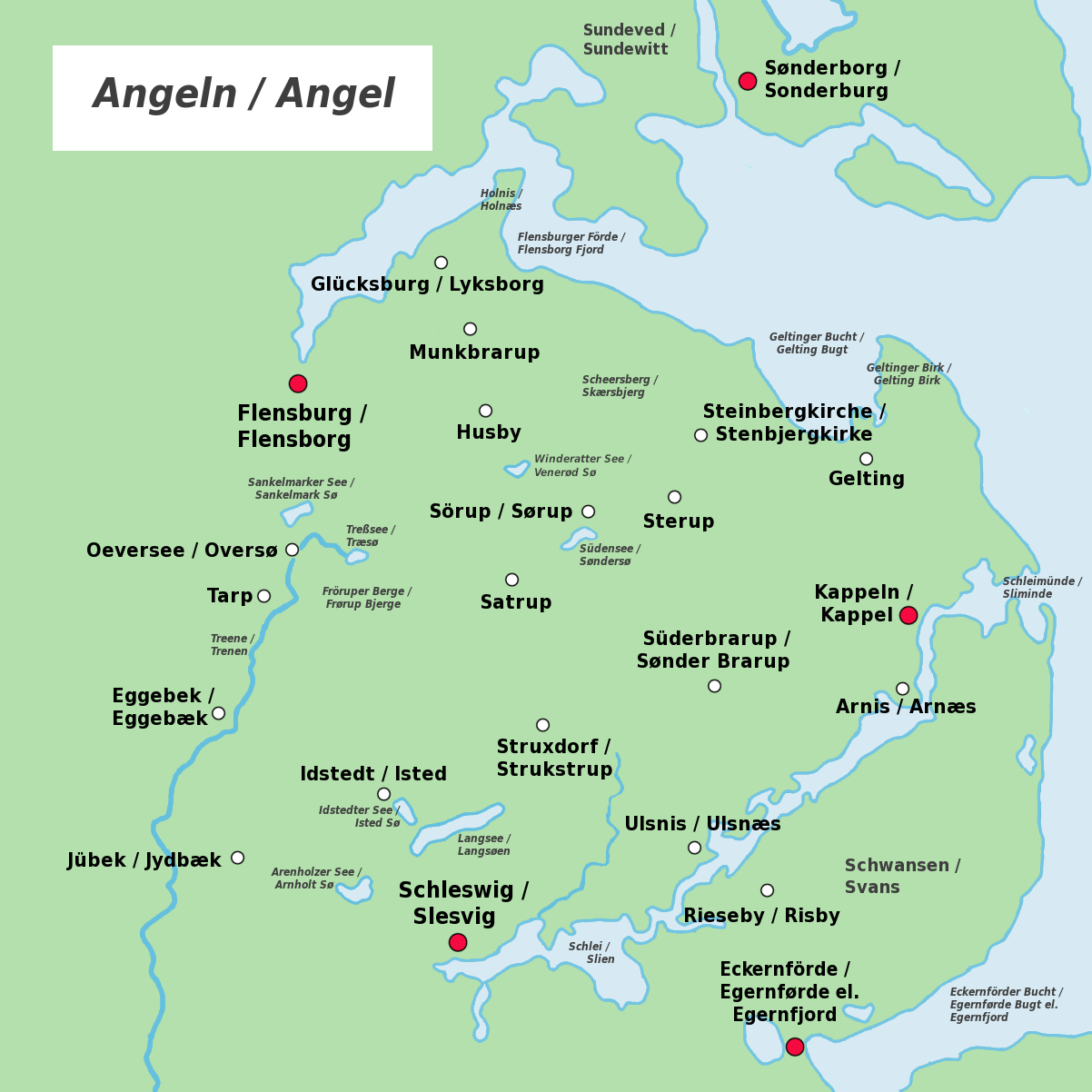
Carte d'Angeln

La péninsule d’Angeln  (en danois : Angel) est une péninsule allemande située dans la mer Baltique, sur la péninsule du Jutland, située sur la côte orientale du Schleswig-Holstein, en Allemagne. Elle est limitée au nord par le fjord de Flensbourg et la frontière avec le Danemark, à l'Est par les eaux de la Mer Baltique (baie de Kiel) et au sud-est par le fjord d'Eckernförd (de). Il s'agit de la région d'origine des Angles, peuple germanique qui donna son nom à l'Angleterre.

## Personnalités
- Lorentz Mortensen Angell (1626-1697), marchand et propriétaire foncier, y est né.

## Races animales originaires de la région
- Vache rouge d'Angeln
- Porc noir à ceinture blanche d'Angeln